# شهرآباد (بردسکن)
شهرآباد () شهری تاریخی در بخش شهرآباد، شهرستان بردسکن، استان خراسان رضوی است و بر پایه سرشماری عمومی نفوس و مسکن در سال ۱۳۹۵ جمعیت این شهر ۲٬۰۸۳ نفر (در ۶۴۴ خانوار) بوده‌است. این شهر در دامنه‌های جنوبی رشته‌کوه کوهسرخ قرار دارد.

## موقعیت جغرافیایی
موقعیت شهر نسبت به شهرهای پیرامون، از شمال به بردسکن، از شمال‌شرق به خلیل‌آباد و کاشمر و از جنوب‌شرق به بجستان این شهر را از نظر هیدرولوژیک در مقیاس بزرگ در حوضه‌آبریز کال شور و کویر نمک بردسکن و در مقیاس کوچک در واحد هیدرولوژیک درونه قرار گرفته‌است. ارتفاع از سطح دریا این شهر ۸۸۰ متر و فاصله تا مرکز شهرستان ۱۴ کیلومتر است.

## مردم

### جمعیت
بر پایه سرشماری عمومی نفوس و مسکن در سال ۱۳۹۵ جمعیت این شهر ۲٬۰۸۳ نفر (در ۶۴۴ خانوار) بوده‌است.

### زبان و گویش
مردم شهرآباد به زبان فارسی و به گویش کاشمری سخن می‌گویند.

## اماکن تاریخی، آثار باستانی و جهانگردی
- امامزاده الله‌آباد
- آب‌انبار خرم‌آباد
- آب‌انبار قوژدآباد
- آب‌انبار رکن‌آباد
- آب‌انبار کوشه
- آرامگاه عبدل‌آباد
- برج فیروزآباد
- جنگل تاغ
- قلعه رحمانیه
- قلعه شادی آب
- کفه نمکی بردسکن
- محوطه عبدل‌آباد
- محوطه فیروزآباد
- مسجد شهرآباد
- مسجد جامع کوشه
- مسجد زیرک‌آباد